# Ȍ
Ȍ (gemenform: ȍ) är den latinska bokstaven O med en dubbel grav accent. Ȍ används när serbiska, kroatiska och slovenska skrivs fonetiskt för att indikera ett O med en kort fallande ton.